# دانييلي هيبوليتو
دانييلي ماتياس هيبوليتو (بالبرتغالية: Daniele Matias Hypólito) هي لاعبة جمباز برازيلية ولدت في يوم 8 سبتمبر 1984 في سانتو أندريه في ولاية ساو باولو. حصلت على عدة ألقاب منها فوزها بالميدالية الفضية في بطولة العالم للجمباز سنة 2001 في جينت في بلجيكا في مسابقة حركات الأرض، كما فازت بعدة مسابقات عالمية وقارية أخرى وأختيرت كافضل رياضية في البرازيل مرتين في سنة 2001 وسنة 2002. شقيقها الأصغر دييغو هيبوليتو حاز على الميدالية الفضية في أولمبياد 2016 في ريو دي جانيرو.